# 者減鐘
者減鐘為一件春秋晚期吳國青銅甬鐘文物，出土於中國江西省臨江。

## 歷史
從銘文上來看，該文物器主「者減」為春秋晚期吳王「皮㸐」之子。有學者認為「皮㸐」即為吳王闔閭，者減即為公子波。
乾隆二十六年（1761年），中國江西省的農民在耕地中發現了11件古鐘，巡撫將其進呈乾隆帝，者減鐘即為此批文物之一。這批文物出土時，正好平定大小和卓之亂，因此被視為祥瑞之徵。當時乾隆將這11件鐘視為一套，自己再補鑄一件，將其稱為「古代十二律」，並以相對應的古律取名，而者減鐘則因此被稱為「蕤賓」。該文物現存於台灣故宮博物院，2021年被指定為中華民國重要古物。

## 銘文
隹正月初吉，丁亥，工䱷王皮㸐之子者減擇其吉金，自作□鐘，不白不□，不濼不淍，協于我霝籥，卑龢卑孚，用祈眉壽□釐，于其皇祖皇考，若召公壽，若參壽，卑汝□□音音，龢龢倉倉，其登于上下，聞于四方，子子孫孫永保是尚。